# Quang Nam FC
El Quang Nam FC (en vietnamita: Câu lạc bộ Bóng đá Quảng Nam) es un equipo de fútbol de Vietnam que juega en la V.League 1, la primera división de fútbol en el país.

## Historia
Fue fundado en el año 1997 en la provincia de Quang Nam con el nombre QNK Quang Nam FC e inicia su historia en la cuarta división de Vietnam.
En el año 2013 gana el título de la V.League 2 y consigue el ascenso a la V.League 1 por primera vez en su historia. Luego de 3 temporada en las que estuvo en la mitad de la tabla de posiciones logra el título nacional en la temporada 2017, su mayor logro actualmente.

## Palmarés
- V.League 1: 1

2017
- V.League 2: 1

2013
- Segunda Liga de Vietnam: 2

2003, 2008

## Entrenadores
- Dương Hồng Sơn (?–agosto de 2022)[2]
- Văn Sỹ Sơn (agosto de 2022–presente)[2]